# Извержение вулкана Чичональ (1982)
Извержение вулкана Чичональ 1982 года (исп. Erupción del volcán Chichonal de 1982) — вулканическое извержение, зарегистрированное 28 марта 1982 года на вулкане Чичональ, расположенном в штате Чьяпас, Мексика. Ущерб от извержения оценивается в 3,3 миллиона долларов, а число погибших достигло 1900 человек. Извержений такой силы не наблюдалось с 1375 года.

## Извержение
В воскресенье, 28 марта 1982 года, в 23:32 было зафиксировано землетрясение магнитудой 3,5, за которым последовало извержение, выбросившее пепел, камни и газы на высоту до 17 км. Этот пепел продолжал падать в окрестностях вулкана в последующие дни, вплоть до субботы, 3 апреля. Народ соке, по сообщениям, ощущал несколько землетрясений с ноября 1981 года.
Сотрудники CFE сообщали о землетрясениях и грохоте, о том, что речная вода нагрелась и начала пахнуть серой, а над горой постоянно висело облако пара.
В субботу, 3 апреля, в окрестностях вулкана была зарегистрирована интенсивная сейсмическая активность (примерно 30 землетрясений в час утром и одно каждую минуту днём), предвещавшая приближение очередного извержения.
Землетрясения практически прекратились к 19:00, а в 19:35 вулкан начал мощное новое, длившееся около 30 минут. В 5:33 утра в понедельник, 5 апреля, Чичональ начал извергаться в третий раз, извержение длилось около 45 минут.
По оценкам, Чичональ выбросил, возможно, в десять раз больше пепла и газов, чем вулкан Сент-Хеленс в штате Вашингтон, США, двумя годами ранее.
Облако поднялось в стратосферу (почти на 35 км) и распространилось по всему земному шару. Южные ветры разнесли пепел во многие города штатов Табаско, Кампече, а также в некоторые районы Оахаки, Веракруса и Пуэблы, но особенно в Чьяпас. Тысячи жителей были вынуждены эвакуироваться из региона, аэропорты и большинство дорог были закрыты.
Вулкан практически непрерывно выбрасывал пепел. Во время извержения в субботу, 3 апреля, наблюдалась интенсивная электрическая активность и оглушительный шум, который, казалось, доносился отовсюду. Хотя второе и третье извержения были кратковременными (70 и 80 минут соответственно), оба сопровождались пирокластическими потоками, гигантскими лавинами газов (водяного пара, серной кислоты, оксидов углерода и серы) и пепла высокой температуры, движущимися с невероятной скоростью.
Самые большие разрушения произошли в окрестностях вулкана, наиболее пострадавшими муниципалитетами стали Франсиско-Леон и Чапультенанго (который полностью исчез), Никапа, Эскипула, Гуаябаль и Эль-Наранхо. С помощью военнослужащих были эвакуированы многие люди, но многие остались, и точное число погибших так и не было известно. Хотя официальные данные были приведены, точное число было неизвестно.
Американские учёные подсчитали, что пепел от этого извержения образовал облако толщиной более 3 километров, которое, паря на высоте 20 000 метров, опоясало земной шар от Мексики до Индии; оно достигло Гавайев 9 апреля и Японии 18 апреля; 21 апреля он добрался до Красного моря и, наконец, 26 апреля пересёк Атлантический океан. Они также подсчитали, что количество солнечного света, падающего на поверхность Земли, сократилось на 5-10 %, что оказало некоторое влияние на среднюю глобальную температуру в течение следующих двух лет (порядка 0,5 °C).
В результате извержения 1755 человек пропали без вести и 124 погибли, в основном в пирокластических потоках. По другим оценкам, число погибших достигает 2000. Двое смотрителей на строительной площадке плотины погибли, а 11 погибли при прорыве плотины, созданной пирокластическим потоком.
Большинство смертей произошло из-за пожаров, вызванных раскаленной тефрой, и обрушения зданий в результате землетрясений и землетрясений, вызванных вулканом.